# Tailândia nos Jogos Olímpicos de Inverno de 2014
A Tailândia participou dos Jogos Olímpicos de Inverno de 2014, realizados na cidade de Sóchi, na Rússia. Foi a terceira aparição do país em Olimpíadas de Inverno.

## Desempenho

### Esqui alpino
Feminino
| Atleta           | Evento         | Resultado  | Resultado  | Resultado | Resultado |
| Atleta           | Evento         | 1ª descida | 2ª descida | Total     | Pos.      |
| ---------------- | -------------- | ---------- | ---------- | --------- | --------- |
| Vanessa Vanakorn | Slalom gigante | 1:44.86    | 1:42.11    | 3:26.97   | 67º       |

Masculino
| Atleta             | Evento         | Resultado  | Resultado  | Resultado | Resultado |
| Atleta             | Evento         | 1ª descida | 2ª descida | Total     | Pos.      |
| ------------------ | -------------- | ---------- | ---------- | --------- | --------- |
| Kanes Sucharitakul | Slalom         | DNF        | DNF        | DNF       | DNF       |
| Kanes Sucharitakul | Slalom gigante | 1:37.82    | 1:37.24    | 3:15.06   | 65º       |

Legenda
| Recorde mundial      | Recorde mundial (World record)               |                       | Recorde africano                      | Recorde africano (African) |                                           | Q | Classificado por posição (Qualified) |
| Recorde olímpico     | Recorde olímpico (Olympic record)            | Recorde da América    | Recorde da América (Americas)         | q                          | Classificado por melhor tempo (Qualified) |   |                                      |
| Melhor marca do ano  | Melhor marca do ano (World leading)          | Recorde asiático      | Recorde asiático (Asian)              | DNS                        | Não largou (Did not start)                |   |                                      |
| Recorde nacional     | Recorde nacional (National record)           | Recorde europeu       | Recorde europeu (European)            | DNF                        | Não terminou (Did not finish)             |   |                                      |
| Recorde pessoal      | Recorde pessoal do atleta (Personal best)    | Recorde da Oceania    | Recorde da Oceania (Oceania)          | DSQ / DQ                   | Desclassificado (Disqualified)            |   |                                      |
| Recorde da temporada | Recorde da temporada do atleta (Season best) | Recorde sul-americano | Recorde sul-americano (South America) | NM                         | Sem marca (No mark)                       |   |                                      |